# Изворул Рече (Долж)
Изворул Рече (рум. Izvorul Rece) насеље је у Румунији у жупанији Долж у граду Крајова. Oпштина се налази на надморској висини од 95 m.

## Становништво
Према подацима из 2021. године у насељу је живело 483 становника.